# Price Induction
Price Induction é uma empresa francesa que desenvolve e fabrica o turbofan DGEN, um motor projetado para aviões leves (4/6 lugares) conhecidos como PLJ (Personal Light Jets). A companhia está sediada em Anglet, emprega cerca de cinquenta pessoas e possui três subsidiárias localizadas em Atlanta, GA, USA, São José dos Campos, SP, Brasil e Berlim, Alemanha.

## História
A empresa Price Induction foi fundada por Jean e Bernard Etcheparre,  que inicialmente criaram e desenvolveram as empresas conhecidas mundialmente como Lectra Systèmes e Brigantine Aircraft. No curso dos anos 1996 e 1997, a ideia de um programa de desenvolvimento de um motor destinado à aviação leve surgiu como um assunto especialmente promissor e os estudos teóricos foram realizados durante este período.
Após três anos de preparação, nasceu o conceito dos DGEN, e decidiu-se então lançar o seu desenvolvimento.

## DGEN
Este programa tem por objetivo o desenvolvimento de uma gama de reatores, corpo duplo, fluxo duplo (turbofan) chamados de DGEN 380 e 390, destinados a equipar aviões de 4 a 6 lugares em configuração birreator, de massa máxima compreendida entre 1400 kg e 2150 kg. Os motores DGEN são reconhecidamente os únicos do mercado a terem sido desenvolvidos para um envelope de voo da aviação geral (altitude abaixo de 20.000 pés e Mach 0,35). Eles são caracterizados por um baixo consumo específico, uma massa reduzida e um bom preço. O motor DGEN tem uma arquitetura típica de um turbofan da aviação civil e integra inovações como por exemplo o conceito “todo elétrico”.
O DGEN já foi exibido em vários eventos da aviação mundial, tais como Paris air show, Aero Expo em Friedrichshafen e EAA AirVenture Oshkosh.

## WESTT
Price Induction desenvolve e fabrica a família de produtos Westt (Whole Engine Simulator Turbine Technology) que foi lançada em 2010, e consiste em equipamentos para ensino e pesquisa orientados para universidades, escolas profissionalizantes e institutos de pesquisa.
Os equipamentos são baseados na tecnologia DGEN e já estão presentes em universidades na França, como por exemplo ISAE em Toulouse, e escolas de aviação do Brasil, como a EWM Aviation Ground School, em São Paulo. Em Abril 2012, a Price Induction assinou um acordo comercial com a empresa de aviação chinesa AVIC International Holding Corporation.